# 2-й Красненький мост
2-й Красненький мост — пешеходный металлический балочный мост через Красненькую в Кировском районе Санкт-Петербурга.

## Расположение
Расположен рядом с улицей Морской Пехоты, соединяя её с дорогой в Угольную гавань.
Выше по течению находится Кронштадтский путепровод, ниже — путепровод Автово.
Ближайшая станция метрополитена — «Автово».

## Название
Название известно с конца 1950-х годов, когда были пронумерованы существовавшие мосты через Красненькую и мост стал называться 2-м Красненьким.

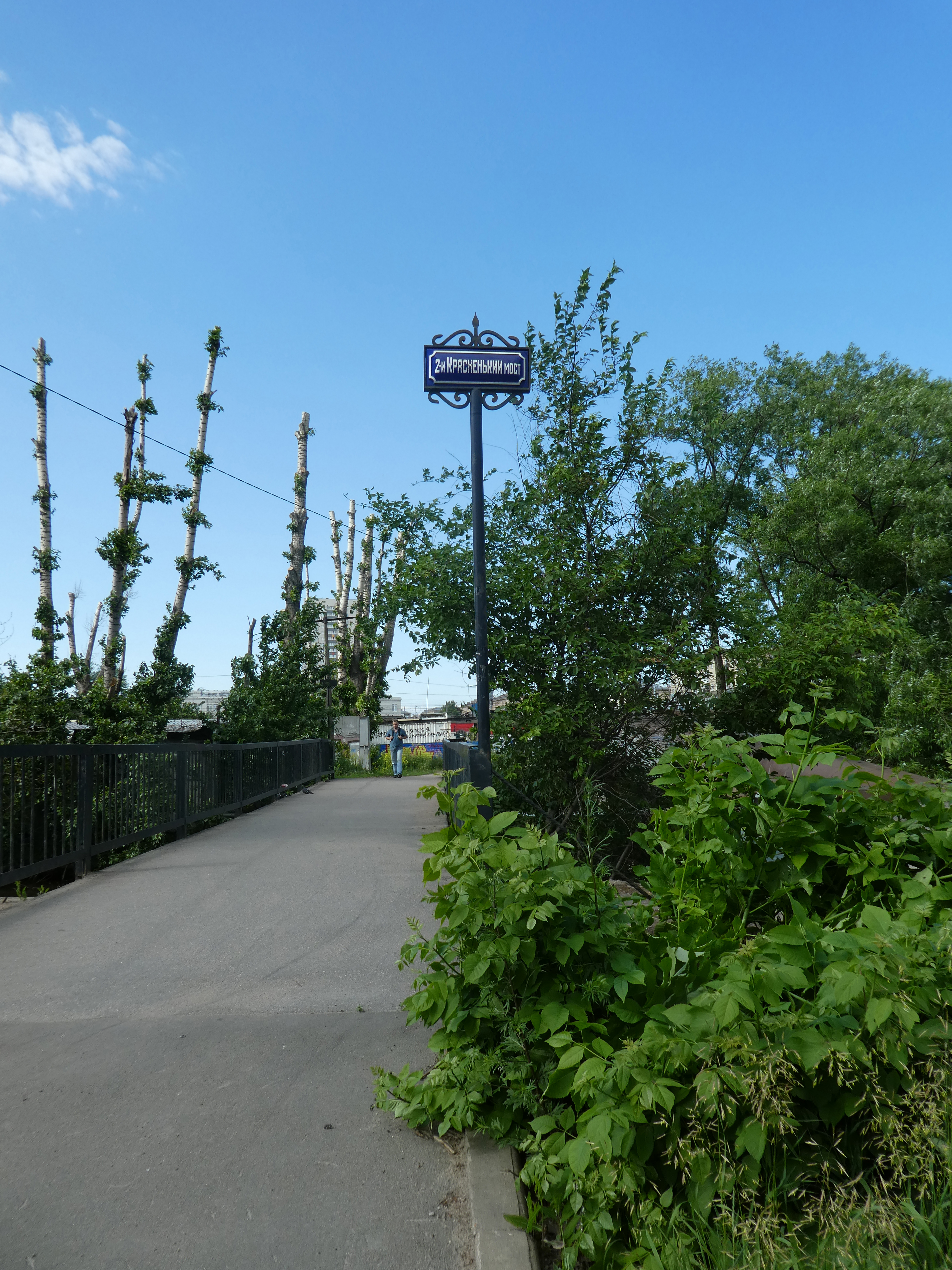
2-й Красненький мост. табличка с названием

По официальной информации Региональной геоинформационной системы Правительства Санкт-Петербурга название 2-й Красненький мост носит заброшенный трамвайный мост, расположенный выше по течению.

## История
В 1958 году по заказу управления «Водоканала» был построен автодорожный трёхпролётный балочный мост. Проект был составлен в институте «Ленгипроинжпроект». Мост был расположен на подъездной дороге к насосной станции в районе «Автово». Пролётное строение было металлическое сварное, устои и промежуточные опоры деревянные.
В 1985 году в ходе ремонта ширина моста уменьшилась до 3 м, мост стал пешеходным. В 1993 году по проекту инженера ТО «Стройпроект» («Ленгипроинжпроект») А. А. Журбина мост был перестроен в двухпролётный металлический балочно-неразрезной системы. Реконструкция была произведена с использованием старых металлических двутавровых балок с удлинением их с обеих сторон, соединённых монтажными стыками с высокопрочными болтами.

## Конструкция
Мост двухпролётный металлический балочно-неразрезной системы. Пролётное строение состоит из металлических балок постоянной высоты и монолитной железобетонной плиты. Правобережный устой облегченного типа, сооружён из металлической шпунтовой стенки, а левобережный устой – на металлических сваях, объединенных металлическим ригелем. Промежуточная опора на металлических сваях диаметром 0,3 м. Общая длина моста составляет 18,6 м, ширина — 3 м.
Мост предназначен для движения пешеходов. Покрытие прохожей части — асфальтобетон. На мосту установлено металлическое перильное ограждение простого рисунка.